# 青山镇 (营山县)
青山镇，原为青山乡，是中华人民共和国四川省南充市营山县下辖的一个乡镇级行政单位。2019年10月，撤销三兴镇和青山乡，设立青山镇，以原三兴镇和原青山乡的行政区域为青山镇的行政区域。

## 行政区划
青山镇下辖以下地区：
凤王村、山北村、双鱼村、双马村、太白村、马坪村、高椅村、高梁村、三湾村和大树村，兴南村、铺垭村、葫芦村、鸡梁村、顺水村、开源村和龙禹村。